# Resseliella radicis
Resseliella radicis är en tvåvingeart som först beskrevs av Ephraim Porter Felt 1936.  Resseliella radicis ingår i släktet Resseliella och familjen gallmyggor.
Artens utbredningsområde är Alabama. Inga underarter finns listade i Catalogue of Life.